# Richard Kennelly
Pour les articles homonymes, voir Kennelly.
Richard Kennelly, né le 4 juillet 1965 à Boston, est un rameur d'aviron américain. 

## Carrière
Richard Kennelly participe aux Jeux olympiques de 1988 à Séoul et remporte la médaille d'argent avec le quatre sans barreur américain composé de Thomas Bohrer, Raoul Rodriguez et David Krmpotich.